# Synagoga w Neuilly
Synagoga w Neuilly-sur-Seine – zabytkowa synagoga położona przy ulicy Ancelle. 

## Historia
Pierwszym obiektem związanym z Żydami w Neuilly był żydowski dom dziecka założony w 1866 przez Coralie Cahen, który z czasem stał się przytułkiem także dla byłych prostytutek, a po II wojnie światowej - dla wszystkich Żydów, którzy stracili rodzinę w czasie wojny. Dom, zwany po prostu Przytułkiem, istniał do 1980. 

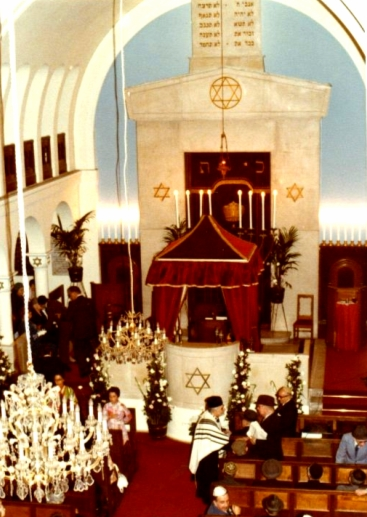
Synagoga w Neuilly

Gmina żydowska w Neuilly powstała w podobnym okresie i składała się głównie z uchodźców z Lotaryngii. Liczyła ok. 140 osób. W 1869 z inicjatywy swojego przewodniczącego Godchauxa Oulry rozpoczęła ona zbiórkę pieniędzy na budowę synagogi, którą wzniesiono w 1878 według projektu Émile'a Uhlmanna. Ze względu na systematyczny wzrost liczby wyznawców judaizmu, na który wpływ miała imigracja zarobkowa do Francji, w 1937 synagoga została znacząco powiększona. W czasie II wojny światowej większość Żydów z Neuilly padła ofiarą obławy Vel d’Hiv lub - jak rabin i jego żona- została wywieziona w latach 1942-1943. Ich los upamiętnia tablica na ścianie synagogi. 
Po wojnie, dzięki staraniom rabina Feuerworkera, w Neuilly powołany został żydowski ośrodek kulturalny, jednak gmina zaczęła odradzać się dopiero po masowych wyjazdach Żydów z niepodległej Algierii w latach 60. XX wieku. Od 1999 przy synagodze działa Żydowski Uniwersytet Europejski.

## Architektura
Synagoga położona jest u zbiegu ulic Ancelle i Dulud, na planie czworoboku. Wejście do budynku prowadzi poprzez drzwi bez portalu, nad nimi wyrzeźbiona została Gwiazda Dawida oraz rząd niewielkich półkolistych okien obramowanych kolumienkami. Całość wieńczą Tablice Prawa umieszczone między dwiema kolejnymi Gwiazdami Dawida. Wszystkie okna synagogi są półkoliste, są skromnie obramowane. Osobna brama wjazdowa prowadzi na teren Uniwersytetu. Budynek jest dwukondygnacyjny. 
We wnętrzu zachowany Aron ha-kodesz z okresu międzywojennego. Wsparta na podobnie skonstruowanych kolumnach galeria dla kobiet otoczona jest rzeźbioną balustradą z drewna.